# Wyspa d’Urville’a
Wyspa d’Urville’a (ang. d’Urville Island, maor. Rangitoto ke te Tonga) – ósma pod względem wielkości wyspa w archipelagu Nowej Zelandii. Położona jest przy północnym wybrzeżu Wyspy Południowej.  Została nazwana nazwiskiem francuskiego podróżnika Jules’a Dumont d’Urville’a. Powierzchnia wyspy wynosi około 150 km², zamieszkana jest przez 52 osoby.